# تحليل رطوبة الغذاء
يعد الماء من أهم عناصر الحياة ومن أهم مكونات جسم الانسان حيث تشكل نسبة الماء في جسم الإنسان ما يقارب خمس وسبعون بالمئة  ولكن لا يقتصر دور الماء على هذا فقط فهو يعد مكون اساسي في جميع الاغذية المصعنة وله اهمية اقتصادية كبيرة فهو حشو غير مكلف للمصانع حيث يتمكن المصنع  من زيادة كمية الإنتاج عن طريق الماء وبالتالي تحقيق كميات أكبر وربح مادي أكبر.
ومن أهم استخدامات المياه في تصنيع الاغذية:
1. تحضير المواد الخام الاساسية للتعليب والتجميد والتجفيف.
2. تبريد الاغذية المصنعة حراريا
3. تنظيف وتعقيم معدات المصنع
4. صياغة الإنتاج
5. تغذية الغلايات لتوليد البخار

ولكن لا يمكن استخدام الماء في صناعة الاغذية الا في حال طابق الماء متطلبات الجودة اللازمة  مثل:
 يجب أن تستوفي معايير الصحة العامة لمياه الشرب في كل الجوانب الكيميائية والميكروبيولوجية
1. انخفاض التلف أي لا يوجد كائنات حية ممرضة
2. انخفاض نسبة المواد الكيميائية والمعادن

خصائص الماء في التصنيع والحفظ
هناك خصائص فيزيائية وكيميائية
الخصائص الفيزيائية مثل ارتفاع درجة الغليان والذوبان والسعة الحرارية مقارنة بالمواد الي تتشابه مع الماء بالوزن الجزئي والتركيب الذري حيث تصل درجة غليان الماء إلى مئة درجة مئوية ودرجة الذوبان بين (0_4) درجات مئوية.
الخصائص الكيميائية
ترتبط جزيئات الماء مع بعضها عن طريق الرابطة الهيدروجينية ويصف الماء على انه قطبي أي يمتلك شحنة جزئية سالبة واخرى موجبة حيث تمكنه من ان يتفاعل مع  الايونات والمجموعات الايونية ومع المجموعات القطبية  
سعة تخزين الماء
وتعرف سعة تخزين الماء بانها قدرة  الجزيئات وخاصة الكبيرة منها على سحب أكبر كمية من الماء مثل: النشا، الجل
وتعد سعة تخزين الماء للبروتين كمكون غذائي مهمة حيث تساعد في تحديد الجودة (العصيرية، القوام، ربط  الهيكل، المظهر).